# 묘곡층
묘곡층(Myogok Formation, 卯谷層)은 대한민국 봉화군 재산면 상리의 묘골 계곡에 소규모로 분포하는 중생대 쥐라기의 육성 퇴적암 지층이다. 예안 및 춘양 지질도폭(1963)에서는 선(先)경상계인 쥐라기의 지층으로 보고되었으나 경상 누층군 신동층군 낙동층에 대비된다는 의견도 있다. 묘곡층은 분포지 남쪽과 서쪽에서는 경상 누층군 울련산층과 동화치층에 의해 부정합으로 덮이고 북쪽에서는 갈산 스러스트 단층에 의해 선캄브리아기 원남층군 원남층이 25~30°의 저각으로 묘곡층 위로 충상되어 있다.

## 암상
예안 지질도폭(1963)에 의하면 묘곡층은 경상 누층군 울련산층에 의해 부정합으로 덮이며 주로 흑색 셰일, (담)회색 및 암회색 중-조립사암의 호층으로 구성되며 조립사암 중에는 직경 1~3 cm의 역을 드물게 함유하고 있다. 특히 흑색 셰일 중에는 미약한 석탄층이 협재되며 Pteridophyta, Osmundaceae, Cladophlebis denticulata (Brongn), Cladophlebis? browniana (Dunker), Cladophlebis? geyleriana (Nathorst), Polypodiacea, Adiantites sewardi Yabe, Onychiopsis elongata (Geyler), Onychiopsis mantelli (Brongn), Equisetales, Equisetites? ushimarensis (Yok.), Gymnospermae, Ginkgoales, Ginkgodium gracile Tateiwa, Nilssoniales, Nilssonia sp.과 같은 식물 화석들이 산출되었다.
춘양 지질도폭(1963)에 의하면 선캄브리아기 원남층군 원남층을 부정합으로 덮고 경상 누층군 동화치층에 의해 부정합으로 덮이며 흑색 또는 암회색의 셰일 내지 사질셰일과 (담)회색 조립질사암으로 구성된다. 셰일 내지 사질셰일은 본 층 하부를 구성하고 상부로 감에 따라 사암이 우세해진다. 흑색 셰일에는 석탄층이 협재되고 여러 식물 화석이 산출된다. 이하영 박사에 의하면 묘곡층의 지질시대는 경상 누층군보다 오래되었으며 대동 누층군보다 젊은 것으로 쥐라기 말에 해당할 것이다.

## 화석
정창희와 이하영(1966)은 묘곡층에서 비해성의 Trigonioides sp., Plicatounio sp., Unio sp., Corbicula sp., Viviparus sp. 화석과 Onychiopsis, Adiantites, etc.와 같은 식물 화석을 발견하고, 이 화석들이 후기 쥐라기-전기 백악기를 지시한다고 보고하였다. 묘곡층의 화석은 대동 누층군과 경상 누층군 낙동통에서 보고된 것과 완전히 다르다. 대동 누층군의 화석들은 묘곡층의 화석과는 전혀 관련 없다. 그러나, 고바야시와 스즈키, 다테이와(1929, 1936, 1943)에 의해 보고된 낙동통의 Trigonioides kodairai, Plicatounio naktongensis 화석군(fauna)은 묘곡층의 화석군과 완전 일치하지는 않지만 얼추 비슷하다. 하지만, 묘곡층의 Trigonioides sp.와 Plicatounio sp.는 낙동통의 것들과는 구별된다. 그리고, 묘곡층에서 발견된 Unio sp., Corbicula sp., Viviparus sp. 화석은 다른 지역의 낙동통과는 구별되는 묘곡층의 특징이다.
동아시아 상부 쥐라기-하부 백악기 지층대비표
| 지역        | 한국                      | 한국                         | 만주                           | 만주                        | 일본                         | 일본                         |
| 지역        | 대구-왜관 (Tateiwa, 1929) | 재산면 (Jeong and Lee, 1966) | Jêho (Kobayashi, 1959)         | Lungching (Kobayashi, 1959) | 야마구치현 (Matsumoto, 1953) | 야마구치현 (Matsumoto, 1953) |
| ----------- | ------------------------- | ---------------------------- | ------------------------------ | --------------------------- | ---------------------------- | ---------------------------- |
| 하부 백악기 | 칠곡층                    |                              | Sunchiawan Coarse Conglomerate | Talatzu Oil Shale           | Yoshimo Formation            | Wakino Subgroup              |
| 하부 백악기 | 진주층                    | 가송동층                     | Sunchiawan Coarse Conglomerate | Talatzu Oil Shale           | Yoshimo Formation            | Wakino Subgroup              |
| 하부 백악기 | 하산동층                  | 동화치층                     | Sunchiawan Coarse Conglomerate | Talatzu Oil Shale           | Yoshimo Formation            | Wakino Subgroup              |
| 하부 백악기 | 낙동층                    | 울련산층                     | Sunchiawan Coarse Conglomerate | Lungching Series            | Kinosue Formation            | Wakino Subgroup              |
| 상부 쥐라기 | -                         | 묘곡층                       | Hushin Coal Measures           | Holung Coal Measures        | Utano Formation 상부         | Utano Formation 상부         |

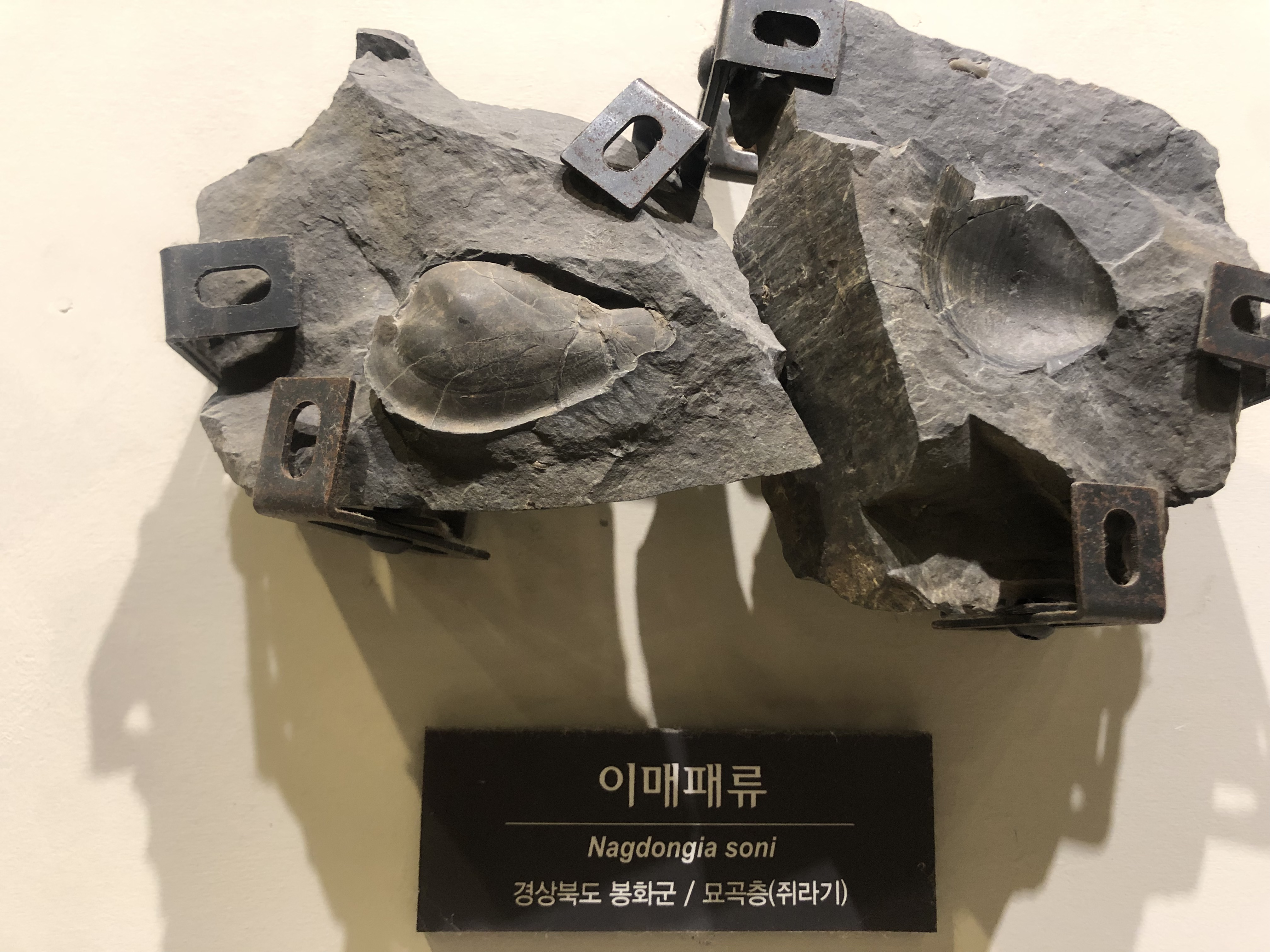
쥐라기 묘곡층 이매패류 화석 Nagdongia soni, 국립중앙과학관

장기홍과 양승영(1977)은, 이하영(1966)이 묘곡층에서 보고한 Trigonioides sp.가 경상 누층군 낙동통에서 산출된 Trigonioides kodairai, Plicatounio naktongensis와 판이하지 않고 극히 유사하다고 하였다. 이는 두 화석이 판이하다고 한 이하영의 의견과 다르다. 장기홍과 양승영의 설명에 따르면, 묘곡층과 낙동통의 두 화석군이 보이는 형태적 차이는 Trigonioides kodairai의 홀로타이프(Holotype)와 파라타이프(Paratype)가 보이는 차이 정도에 불과하며 종을 다르게 할 만한 형태적 차이가 아니다. 설령 묘곡층의 Trigonioides sp.가 낙동통의 Trigonioides kodairai와 다르다고 할지라도 Trigonioides속(屬) 그 자체가 아시아 지역의 담수성 백악기 지층의 표준 화석으로 인정되어 있어 묘곡층을 낙동통 이전의 지층이라 할 수 없으며 특히 묘곡층의 식물 화석은 낙동통(신동층군) 연화동층의 그것과 완전히 공통된다. 여기에 암상과 동물 화석의 공통성도 있으므로, 장기홍과 양승영은 묘곡층을 연화동층(낙동층)에 대비하였다. 실제로 묘곡층은 낙동층과 유사한 점이 많다. 둘 다 선캄브리아기의 지층을 덮고 낙동층은 암회색 이암, 셰일, 역암 및 사암으로 구성되며 하부에 탄질 셰일, 흑색 셰일 및 무연탄을 협재한다. 그리고, 1970년대 이후 경상 분지 지역에 대한 지질 조사가 차례로 이루어짐에 따라 대율 지질도폭(1981) 지역의 낙동층에서 Viviparus sp., 왜관도폭 지역의 낙동층에서 Trigonioides sp. 등이 산출되었다. 
양승영(1984)은 묘곡층의 암회색/흑색 셰일에서 이매패 신종화석인 Cuneopsis kihongi와 소라류 화석인 Viviparus? sp. cf., VViviparus onogoensis Kobayashi and Suzuki를 발견하였다. 그리고 묘곡층을 백악기 경상 누층군보다는 쥐라기 상부에 대비된다고 보았다.
이명석과 전희영(1993)은 봉화군 재산면 상리 묘골 계곡에 분포하는 묘곡층에서 포자화분 화석을 국내 최초로 발견하였고, Cicatricosisporites 그리고 베리아절(Berriasian) 이후에만 산출되는 Concavissimisporites 속의 산출로 미루어 묘곡층의 포자화분 화석군의 지질시대는 백악기 초기에 해당한다고 판단하였다.
2011년 묘곡층의 흑색 니질암에서 분리한 쇄설성 저어콘으로부터 SHRIMP U-Pb 연대측정을 실시한 결과 138.6±2.1 Ma 가 구해졌으며, 이로부터 묘곡층의 퇴적시기는 식물화석 연대와 조합하여 쥐라기부터 시작되어 적어도 전기 백악기인 발랑쟁절(Valanginian; 136.4-140.2 Ma)까지는 퇴적되었음이 제시되었다.
2016년 이태호는 묘곡층 내 기질과 화산암력에서 추출한 쇄설성 저어콘에 대한 SHRIMP U-Pb 절대연령 측정 결과 묘곡층의 최대 퇴적 시기가 발랑쟁절(Valanginian, 136.4-140.2 Ma)에 해당하는 138.6±2.1 Ma 인 것으로 보고하였고 묘곡층의 적절한 퇴적 시기를 발랑쟁절-오트리브절로 추정하였다.
공은혜 외(2020)는 묘곡층이 상부의 울련산층과 동화치층과 서로 상이한 암상 특징을 가지며 묘곡층 내에 수반된 여러 변형 구조들이 울련산층에는 없다는 것을 근거로 묘곡층은 선(先)경상계 지층이며, 상부의 울련산층이나 동화치층이 퇴적되기 이전에 하부의 묘곡층만이 경험한 지구조적 운동이 있었던 것으로 추정하였다. 실제로 묘곡층은 상부의 울련산층이나 동화치층과 달리 심한 변형 구조를 보이는데, 좁은 분포지 내에서도 퇴적층의 경사가 반대로 되기도 한다.
봉화군 재산면 갈산리 1846-1(북위 36° 50′ 11.13″ 동경 128° 58′ 20.51″ / 북위 36.8364250°  동경 128.9723639° )의 재산천 하천 바닥에 묘곡층의 노두가 드러나 있으며 노두의 흑색 셰일에서 수많은 속새 식물의 화석이 산출되었다. 주변 노두의 이암에서도 많은 식물 화석이 관찰된다.

### 묘곡층-경정동층관계
장기홍과 양승영(1970)은 지층의 암상과 화석에 근거해 영덕군의 경정동층과 그때까지 선경상계 지층으로 알려져 있던 봉화군의 묘곡층을 낙동통(신동층군)의 연화동층(낙동층)에 대비되는 것으로 추정하였다. 그리고 경정동층은 습곡 작용을 받지는 않았으나 층서적 상황은 묘곡층과 매우 흡사하다. 이는 "묘곡층은 경정동층과 동일한 기원을 가진 지층이며, 이 양자는 영양 소분지의 신라층군(울련산층, 동화치층, 가송동층, 청량산층, 도계동층) 밑에 깔려 있을지 모르는 가칭 묘곡-경정동층의 두 노두에 불과하다는 생각을 갖게 한다". 이 설명대로라면, 묘곡층과 경정동층은 사실 동일한 지층이며 그 일부만이 봉화와 영덕 지역에 따로 떨어져 소규모로 드러나 있는 것이다. 즉 영양군 지하 깊숙한 곳에 지표 상으로 드러나지 않는 가칭 '묘곡-경정동층'이 울련산층~도계동층 밑에 기저층으로 깔려 있는 것이다.

## 같이 보기
- 한국의 지질
  - 봉화군의 지질
  - 영양군의 지질
  - 울진군의 지질
  - 안동시의 지질
- 경상 누층군
  - 낙동층
  - 울련산층
  - 동화치층
- 경정동층
- 봉화군
- 쥐라기